# 14 octobre 1957
Le lundi 14 octobre 1957 est le 287e jour de l'année 1957.

## Naissances
- Enzo Traverso, historien italien
- Gen Nakatani, personnalité politique japonaise
- Howard W. French, journaliste américain
- Ikuo Takahara, joueur de football japonais
- Kenny Neal, musicien de blues américain
- Michel Després, personnalité politique canadienne
- Michel Ettorre, footballeur français
- Morten Aasen, cavalier norvégien
- Paul Jeanneteau, personnalité politique française
- Rafael Soto, cavalier de dressage espagnol

## Décès
- Helena Normanton (née le 14 décembre 1882), première femme ayant exercé au barreau en Angleterre
- Natanael Berg (né le 9 février 1879), compositeur et chef d'orchestre, Vétérinaire
- Raymond Renefer (né le 2 juin 1879), peintre français

## Événements
- Début de 23e législature du Canada
- Grande inondation de Valence
- Élisabeth II ouvre personnellement la 23e législature du Canada séance au cours de laquelle est créé le poste de leader parlementaire de l'opposition officielle au Canada
- Création de l'ordre du Mérite civil en France